# Mycosphaerella pinodes
Mycosphaerella pinodes är en svampart som först beskrevs av Berk. & A. Bloxam, och fick sitt nu gällande namn av Vestergr. 1912. Mycosphaerella pinodes ingår i släktet Mycosphaerella och familjen Mycosphaerellaceae.   Inga underarter finns listade i Catalogue of Life.
I den svenska databasen Dyntaxa används istället namnet Didymella pinodes för samma taxon.  Arten är reproducerande i Sverige.